# ハインリヒ1世 (アイレンブルク伯)
ハインリヒ1世（Heinrich I., 1070年頃 - 1103年）は、ヴェッティン家のアイレンブルク伯、マイセン辺境伯（在位：1089年 - 1103年）。

## 生涯
下ラウジッツ辺境伯デド1世と2度目の妻アデール・ド・ルーヴァン（オーラミュンデ＝マイセン辺境伯オットーの未亡人）との息子として生まれた（Annalista Saxoの記述による）。同名の息子との区別のため、年長のハインリヒ（der Ältere）と呼ばれる。
1075年の父の死後、オストマルク辺境伯とラウジッツ辺境伯を継いだ。1089年にはマイセン辺境伯に封ぜられ、この地を治めた初めてのヴェッティン家の人間となった。1103年に急死、妻でマイセン辺境伯エクベルト1世の娘ゲルトルートとの一人息子ハインリヒ2世（年若のハインリヒ）が後を継いだ。
しかし、従弟のコンラートはこれを認めず、ハインリヒ2世と対立していった。